# یوچانا والاچ
یوچانا والاچ (به عبری: Yochanan Vollach) بازیکن فوتبال اهل اسرائیل و از بازیکنان جام جهانی فوتبال ۱۹۷۰ بود.